# Klaas Dijkhoff
Klaas Dijkhoff, né le 13 janvier 1981 à Soltau (Allemagne), est un homme politique néerlandais. Membre du Parti populaire pour la liberté et la démocratie (VVD), dont il préside le groupe parlementaire à la Seconde Chambre du 26 octobre 2017 au 18 mars 2021, il est auparavant secrétaire d'État (nl) à la Sécurité et à la Justice du 20 mars 2015 au 4 octobre 2017 et ministre de la Défense du 4 au 26 octobre 2017.

## Biographie

### Jeunesse et études
Fils d'un officier militaire stationné en Allemagne de l'Ouest, Dijkhoff étudie le droit à l'université de Tilbourg et obtient un doctorat en droit en 2010.

### Parcours professionnel
Dijkhoff travaille à l'université de Tilbourg et à l'université des sciences appliquées Inholland en tant que juriste en parallèle de ses travaux de thèse. Il a également une société de conseil de droit spécialisée dans les nouvelles technologies.

### Engagement politique

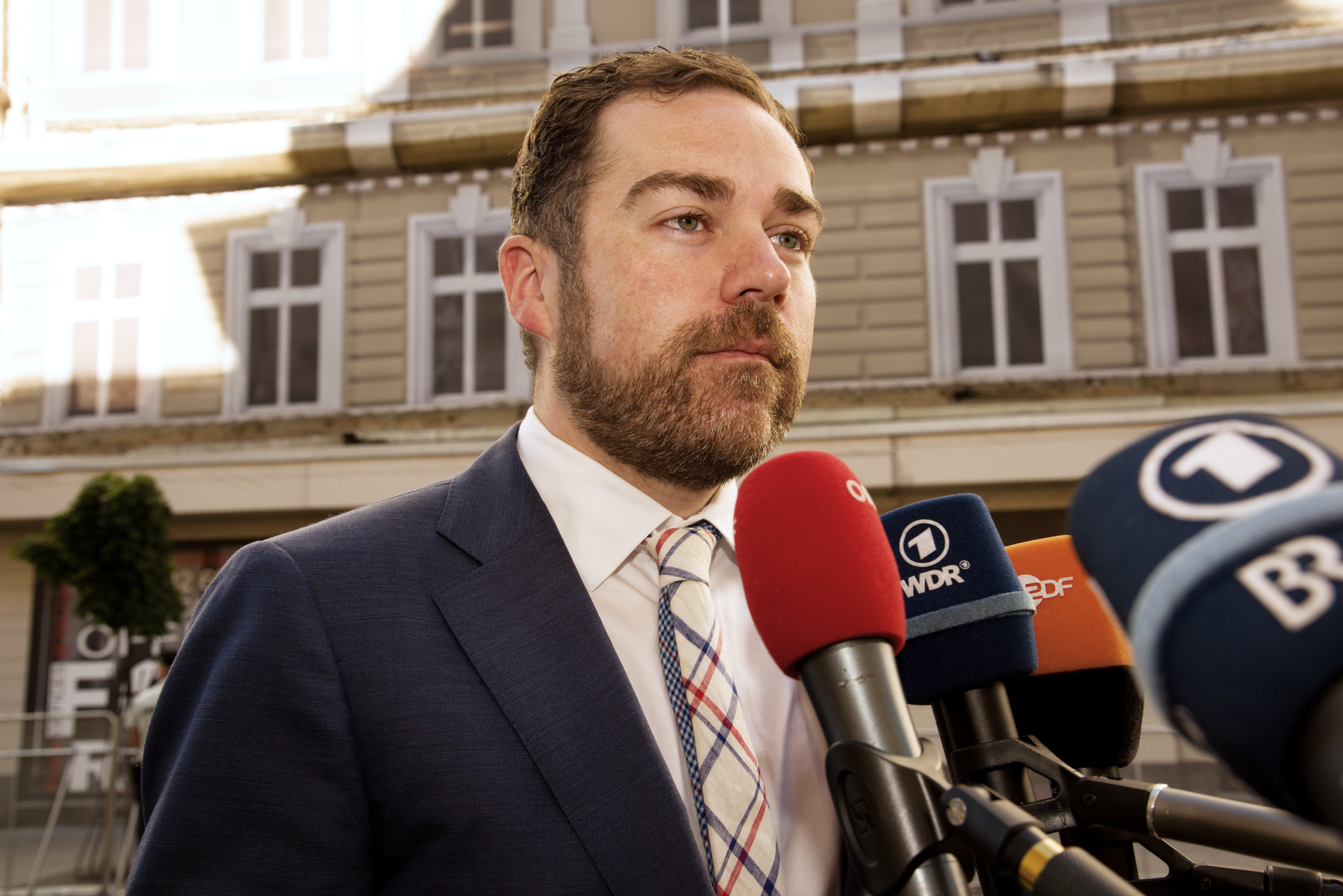
Klaas Dijkhoff à Bratislava en 2016 pour évoquer la crise migratoire en Europe.

Conseiller municipal et président de groupe au conseil municipal de Bréda de 2010 à 2013, il est représentant à la Seconde Chambre des États généraux de 2010 à 2015 et à nouveau de 2017 à 2021 pour le Parti populaire pour la liberté et la démocratie (VVD).
Il devient secrétaire d'État au ministère de la Sécurité et de la Justice en 2015, à la suite de la démission de Fred Teeven, puis brièvement ministre de la Défense en 2017, après la démission de Jeanine Hennis-Plasschaert, avant d'assumer les fonctions de chef de groupe parlementaire, succédant à Halbe Zijlstra,.
En 2020, Klaas Dijkhoff annonce qu'il se retirera de la vie politique au terme de son mandat parlementaire, l'année suivante. Un temps pressenti pour prendre la tête du VVD, il décline à faire un retour en politique en 2023, avant les élections législatives anticipées, les premières depuis celles de 2006 lors desquelles le VVD n'est pas mené par Mark Rutte.